# Edward Pontén
Adolf Edward Martin Pontén, född 10 augusti 1860 i Åsenhöga socken, Jönköpings län, död 20 december 1947 i Göteborgs domkyrkoförsamling, var en svensk läkare. 
Pontén blev student vid Lunds universitet 1881, medicine kandidat vid Karolinska institutet i Stockholm 1890 och medicine licentiat där 1896. Han var praktiserande läkare i Göteborg från 1897 och intendent vid Lundsbrunns hälsobrunn och badanstalt från samma år. Han tilldelades Pro Patrias stora guldmedalj 1927.